# Kaixtiliaix II
Kaixtiliaix II o Kaštiliaš II va ser rei dels cassites de Khana un estat constituït pels antics regnes deMari i Terqa).
Segons la Llista dels reis de Babilònia, va ser el successor d'Abirattaix amb el qual es desconeix el parentiu, encara que alguns historiadors diuen que era el seu germà. Va regnar probablement cap a la meitat del segle xvii aC. El va succeir Urzigurumaix.